# Heinrich Stiegel
Heinrich Stiegel (* 7. Februar 1891 in Wilhelmshaven; † 10. April 1964) war ein deutscher Vizeadmiral (Ing.) der Kriegsmarine.

## Leben
Heinrich Stiegel trat am 1. Oktober 1910 in die Kaiserliche Marine ein. Später war er bis Juni 1916 auf der Zähringen, kam dann auf die Fürst Bismarck und bis März 1917 zurück auf die Zähringen. Für vier Monate erhielt er eine Kommandierung auf die Schlesien. Mit RDA vom 16. Juli 1917 wurde er zum Marine-Ingenieur im Rang eines Leutnants zur See. Bis Kriegsende war er als Wachingenieur auf dem Linienschiff Großer Kurfürst.
Nach dem Krieg wurde er in die Reichsmarine übernommen und am 8. März 1920 Oberleutnant (Ing.). Es folgten seine Beförderung am 1. Mai 1923 zum Kapitänleutnant (Ing.) und am 1. Oktober 1929 zum Korvettenkapitän (Ing.). 1931 war er als Verbandsingenieur bei den Aufklärungsstreitkräften in Kiel.
In der Kriegsmarine wurde er am 1. Oktober 1936 Kapitän zur See (Ing.) und war im gleichen Jahr als Stationsingenieur bei der Marinestation der Ostsee.
Von Februar 1937 bis Dezember 1939 war er Flotteningenieur beim Flottenkommando. Im gleichen Monat wurde er Chef der Amtsgruppe Schiffsmaschinenbetrieb K IV im Hauptamt Kriegsschiffbau im OKM. Am 1. Januar 1940 wurde er zum Konteradmiral (Ing.) und am 1. April 1942 zum Vizeadmiral (Ing.) befördert. Er blieb Amtsgruppenchef bis Dezember 1944 und war dann bis Januar 1945 in Vertretung weiter Chef der Amtsgruppe. Anschließend war er bis Kriegsende zur Verfügung des Oberkommandos der Marine bzw. zur Seekriegsleitung kommandiert.